# Pasiv (contabilitate)
Într-un cadru mai general, un pasiv este orice lucru (material sau nu) care contribuie la întârzieri sau care împiedică progresul, sau îi aduce un dezavantaj proprietarului său.

## Contabilitatea financiară
În contabilitatea financiară, un pasiv este definit ca o obligație a unei componente provenită din tranzacții sau evenimente din trecut, a cărei stingere poate duce la transferarea unui activ, prestarea de servicii sau alte beneficii economice viitoare.
- Ele includ o îndatorare sau o responsabilitate față de alții, stingerea acestora fiind posibilă prin viitoare transferuri sau utilizarea activelor, asigurarea de anumite servicii sau beneficii economice, la o data specificată sau determinabilă, la apariția unui anumit eveniment sau, la cerere;

- Datoria sau responsabilitatea îl obligă pe posesor, care nu are dreptul sa evite această îndatorare, sau

- Tranzacția sau evenimentul prin care se declanșează obligația deja s-a petrecut.

Pasivele nu trebuie întărite prin documente legale; dar pot fi bazate pe obligații echitabile sau obligații constructive. O obligație echitabilă este bazată pe considerente morale sau etice. O obligație constructivă este o obligație care poate fi invocată într-o anume conjunctură a lucrurilor, diferită de o obligație contractuală.
Ecuația contabilității leagă activele, pasivele, și capitalul propriu: 
Active = Pasive + Capitalul propriu
Ecuația contabilității este structura matematică a bilanțului financiar.
Probabil că cea mai acceptată formă a definiției pentru 'pasive este cea utilizată de International Accounting Standards Board (IASB). Următorul este un citat din Cadrul de lucru al IFRS:
„ Un pasiv este o obligație curentă pentru o companie provenită din evenimente anterioare, prin a cărei stingere este de așteptat ca respectiva companie să renunțe la anumite resurse care incorporează beneficii economice”—F.49(b)
Reglementările privind recunoașterea pasivelor diferă de la țară la țară, dar sunt aproximativ similare cu cele prevăzute în IASB.
Printre exemplele de tipuri de pasive putem include: datorii financiare pentru împrumuturi, datorii financiare pentru ipoteci.

### Clasificările pasivelor
Pasivele sunt prezentate pe balanța financiară și sunt de obicei împărțite în două categorii:
- Pasive curente — aceste pasive se pot lichida într-un termen de mai puțin de un an de zile. Acestea includ plăți precum salarii, conturi, taxe, și facturi neachitate, venituri viitoare când se fac ajustări, fracțiuni din bondurile pe termen lung cate trebuiesc plătite în anul curent, obligații pe termen scurt (ex: din achiziționarea de echipamente), și altele.
- Pasive pe termen lung — aceste pasive includ pasivele care nu se pot lichida într-un termen de un an. Ele includ bond-uri pe termen lung, împrumuturi pe perioade mari, obligații de pensie, garanții pentru produse pe termen lung și altele.— Pentru aceste pasive, o companie sau un individ trebuie să plătească după o perioadă fixă sau extinsă, spre exemplu:- un împrumut pe termen lung la bancă de până la 1 an sau peste 1 an.

Pasivele care nu au o valoare sau o durată incertă sunt numite provizioane.

## Exemple de conturi de bancă
Banii aflați într-un depozit la bancă devin un pasiv al băncii, pentru că banca are obligația de a plăti depunătorului dobânda pentru banii depuși; de obicei la cerere. (Banii depuși sunt un activ pentru deponent; acest activ nu va fi înregistrat de către bancă pentru ca nu este activul băncii. Dacă deponentul își ține contabilitatea separat de contabilitatea contului ținută de bancă, atunci acest activ va fi înregistrat.)
Un debit sporește un activ; iar un credit micșorează un activ. Un debit micșorează un pasiv; un credit sporește un pasiv. 
Când banca primește un depozit, creditează un cont de pasive intitulat Depozite și creditează contul deponentului cu aceeași sumă de bani (contul "Depozite" al băncii este suma tuturor depunerilor individuale ale clienților băncii). Un depozit primit de o bancă este văzut ca un credit pentru bancă pentru că datoria băncii față de client crește. Când o bancă îl anunță pe depunător că a debitat contul acestuia, înseamnă că contul deponentului a fost micșorat cu suma debitată.